# Grande Prêmio da Bélgica de 2011
O Grande Prêmio da Bélgica foi a décima segunda corrida da temporada de 2011 da Fórmula 1.

## Resultados

### Treino classificatório
| #                        | Nº | Piloto              | Equipe               | Q1        | Q2       | Q3       | voltas |
| ------------------------ | -- | ------------------- | -------------------- | --------- | -------- | -------- | ------ |
| 1                        | 1  | Sebastian Vettel    | Red Bull-Renault     | 2:03.029  | 2:03.317 | 1:48.298 | 22     |
| 2                        | 3  | Lewis Hamilton      | McLaren-Mercedes     | 2:03.008  | 2:02.823 | 1:48.730 | 21     |
| 3                        | 2  | Mark Webber         | Red Bull-Renault     | 2:02.827  | 2:03.302 | 1:49.376 | 23     |
| 4                        | 6  | Felipe Massa        | Ferrari              | 2:05.834  | 2:04.507 | 1:50.256 | 21     |
| 5                        | 8  | Nico Rosberg        | Mercedes             | 2:05.091  | 2:03.723 | 1:50.552 | 23     |
| 6                        | 19 | Jaime Alguersuari   | Toro Rosso-Ferrari   | 2:05.419  | 2:04.561 | 1:50.773 | 24     |
| 7                        | 9  | Bruno Senna         | Renault              | 2:05.047  | 2:04.452 | 1:51.121 | 24     |
| 8                        | 5  | Fernando Alonso     | Ferrari              | 2:04.450  | 2:02.768 | 1:51.251 | 22     |
| 9                        | 17 | Sergio Perez        | Sauber-Ferrari       | 2:06.284  | 2:04.625 | 1:51.374 | 24     |
| 10                       | 10 | Vitaly Petrov       | Renault              | 2:05.292  | 2:03.466 | 1:52.303 | 23     |
| 11                       | 18 | Sebastien Buemi     | Toro Rosso-Ferrari   | 2:04.744  | 2:04.692 |          | 18     |
| 12                       | 16 | Kamui Kobayashi     | Sauber-Ferrari       | 2:07.194  | 2:04.757 |          | 18     |
| 13                       | 4  | Jenson Button       | McLaren-Mercedes     | 2:01.813  | 2:05.150 |          | 15     |
| 14                       | 11 | Rubens Barrichello  | Williams-Cosworth    | 2:05.720  | 2:07.349 |          | 17     |
| 15                       | 14 | Adrian Sutil        | Force India-Mercedes | 2:06.000  | 2:07.777 |          | 12     |
| 16                       | 20 | Heikki Kovalainen   | Lotus-Renault        | 2:06.780  | 2:08.354 |          | 15     |
| 17                       | 15 | Paul di Resta       | Force India-Mercedes | 2:07.758  |          |          | 8      |
| 18                       | 21 | Jarno Trulli        | Lotus-Renault        | 2:08.773  |          |          | 8      |
| 19                       | 24 | Timo Glock          | Virgin-Cosworth      | 2:09.566  |          |          | 9      |
| 20                       | 25 | Jerome d'Ambrosio2  | Virgin-Cosworth      | 2:11.601  |          |          | 9      |
| 21                       | 12 | Pastor Maldonado1   | Williams-Cosworth    | 2:05.621  | 2:08.106 |          | 17     |
| 22                       | 23 | Vitantonio Liuzzi2  | Hispania-Cosworth    | 2:11.616  |          |          | 9      |
| 23                       | 22 | Daniel Ricciardo2   | Hispania-Cosworth    | 2:13.077  |          |          | 9      |
| 24                       | 7  | Michael Schumacher2 | Mercedes             | sem tempo |          |          | 1      |
| Tempo dos 107%: 2:10.339 |    |                     |                      |           |          |          |        |

- ↑1  Maldonado classificou-se em 16º lugar, mas foi punido por causar uma colisão com Hamilton.[2]
- ↑2  d'Ambrosio, Liuzzi, Ricciardo e Schumacher não se classificaram dentro do tempo mínimo de 107%, entretanto receberam autorização dos comissários para largar no dia seguinte.[3]

### Corrida
| #   | Nº | Piloto             | Equipe               | Voltas | Tempo             | Grid | Pontos |
| 1   | 1  | Sebastian Vettel   | Red Bull-Renault     | 44     | 1:26:44.893       | 1    | 25     |
| 2   | 2  | Mark Webber        | Red Bull-Renault     | 44     | +3.7 s            | 3    | 18     |
| 3   | 4  | Jenson Button      | McLaren-Mercedes     | 44     | +9.6 s            | 13   | 15     |
| 4   | 5  | Fernando Alonso    | Ferrari              | 44     | +13.0 s           | 8    | 12     |
| 5   | 7  | Michael Schumacher | Mercedes             | 44     | +47.4 s           | 24   | 10     |
| 6   | 8  | Nico Rosberg       | Mercedes             | 44     | +48.6 s           | 5    | 8      |
| 7   | 14 | Adrian Sutil       | Force India-Mercedes | 44     | +59.7 s           | 15   | 6      |
| 8   | 6  | Felipe Massa       | Ferrari              | 44     | +66.0 s           | 4    | 4      |
| 9   | 10 | Vitaly Petrov      | Renault              | 44     | +71.9 s           | 10   | 2      |
| 10  | 12 | Pastor Maldonado   | Williams-Cosworth    | 44     | +77.6 s           | 21   | 1      |
| 11  | 15 | Paul di Resta      | Force India-Mercedes | 44     | +83.9 s           | 17   |        |
| 12  | 16 | Kamui Kobayashi    | Sauber-Ferrari       | 44     | +91.9 s           | 12   |        |
| 13  | 9  | Bruno Senna        | Renault              | 44     | +92.9 s           | 7    |        |
| 14  | 21 | Jarno Trulli       | Lotus-Renault        | 43     | +1 volta          | 18   |        |
| 15  | 20 | Heikki Kovalainen  | Lotus-Renault        | 43     | +1 volta          | 16   |        |
| 16  | 11 | Rubens Barrichello | Williams-Cosworth    | 43     | +1 volta          | 14   |        |
| 17  | 25 | Jerome d'Ambrosio  | Virgin-Cosworth      | 43     | +1 volta          | 20   |        |
| 18  | 24 | Timo Glock         | Virgin-Cosworth      | 43     | +1 volta          | 19   |        |
| 19  | 23 | Vitantonio Liuzzi  | Hispania-Cosworth    | 43     | +1 voltar         | 22   |        |
| Ret | 17 | Sergio Perez       | Sauber-Ferrari       | 27     | Eixo traseiro     | 9    |        |
| Ret | 22 | Daniel Ricciardo   | Hispania-Cosworth    | 13     | Problema mecânico | 23   |        |
| Ret | 3  | Lewis Hamilton     | McLaren-Mercedes     | 12     | Acidente          | 2    |        |
| Ret | 18 | Sebastien Buemi    | Toro Rosso-Ferrari   | 6      | Acidente          | 11   |        |
| Ret | 19 | Jaime Alguersuari  | Toro Rosso-Ferrari   | 0      | Acidente          | 6    |        |

## Tabela do campeonato após a corrida
Observe que somente as cinco primeiras posições estão incluídas na tabela.
| Pos | Var     | Piloto           | Pontos |
| --- | ------- | ---------------- | ------ |
| 1   | Estável | Sebastian Vettel | 259    |
| 2   | Estável | Mark Webber      | 167    |
| 3   | 1       | Fernando Alonso  | 157    |
| 4   | 1       | Jenson Button    | 149    |
| 5   | 2       | Lewis Hamilton   | 146    |

| Pos | Var     | Construtor       | Pontos |
| --- | ------- | ---------------- | ------ |
| 1   | Estável | Red Bull-Renault | 426    |
| 2   | Estável | McLaren-Mercedes | 295    |
| 3   | Estável | Ferrari          | 231    |
| 4   | Estável | Mercedes         | 98     |
| 5   | Estável | Renault          | 68     |